# Masdevallia melina
Masdevallia melina là một loài thực vật có hoa trong họ Lan. Loài này được Königer & J.Meza mô tả khoa học đầu tiên năm 1996.